# امرسون منانگاگوا
امرسون منانگاگوا (انگلیسی: Emmerson Dambudzo Mnangagwa)، (زادهٔ ۱۵ سپتامبر ۱۹۴۲) سومین و رئیس‌جمهور کنونی زیمبابوه است. وی روز ۲۴ نوامبر ۲۰۱۷ بعد از استعفای رابرت موگابه در ۲۱ نوامبر ۲۰۱۷، بدنبال کودتایی که صورت گرفت، سوگند یاد نمود. جایگزینی امرسون به عنوان خواسته مشروع مردم زیمبابوه توسط اتحادیه آفریقا به رسمیت شناخته شد.
منانگاگوا، یکی از متحدان دیرین رابرت موگابه، رئیس‌جمهور پیشین و یکی از اعضای ارشد حزب حاکم زانو - پی اف «ZANU-PF»، از سال ۲۰۱۴ تا زمان اخراج او در ماه نوامبر ۲۰۱۷، کمی قبل از کودتای نوامبر علیه موگابه، معاون اول نخست‌وزیر زیمبابوه بود.
روز شنبه ۲۳ ژوئن ۲۰۱۸ در پایان سخنرانی امرسون منانگاگوا بمبی در فاصله بسیار نزدیک او منفجر شد ولی او هیچ آسیبی ندید و فقط معاون وی زخمی شده‌است.
امرسون منانگاگوا در ۲۶ اوت ۲۰۱۸ پس از پیروزی در انتخابات ریاست جمهوری به ریاست جمهوری زیمبابوه رسید.

## سوابق
منانگاگوا فرمانده جنگ رودزیان بوش «Rhodesian Bush» بود. پس از اینکه زیمبابوه در سال ۱۹۸۰ به رسمیت شناخته شد، منانگاگوا از مقامات ارشد کابینه موگابه بود، از جمله به عنوان وزیر امنیت ملی در جریان قتل‌عام گوکورهندی «Gukurahundi» در سال ۱۹۸۳ که در آن هزاران غیرنظامی ندبله «Ndebele» از مخالفان موگابه کشته شدند. منانگاگوا ارتش را برای قتل‌عام‌ها مورد سرزنش قرار داد و این موضوع را از طریق مقامات ارشد کابینه دنبال کرد، هرچند می‌دانست که مسئولیت تام بر عهده خودش است.
پس از استیضاحش بعنوان وزیر مسکن روستایی در سال ۲۰۰۵، منانگاگوا بدنبال انتخابات عمومی در سال ۲۰۰۸، وی نقش مهمی در حفظ قدرت موگابه ایفا نمود و به عنوان وزیر دفاع موگابه در سالهای ۲۰۰۹ تا ۲۰۱۳ خدمت کرد.
هنگامیکه منانگاگوا در دسامبر ۲۰۱۴ در سمت وزیر دادگستری بود، معاون رئیس‌جمهور شد و به‌طور فزاینده‌ای گمان می‌رفت که نامزد مسلم جانشینی موگابه است. اما موگابه او را عزل و همسر خود را جایگزین منانگاگوا کرده بود. پس از برکناری موگابه از ریاست جمهوری، منانگاگوا کشور را ترک کرد.
منانگاگوا از سوی آمریکا به اتهام رهبری سرکوب منتقدان در زیمبابوه، تحریم شده‌است.

## مخالفت با موگابه
منانگاگوا با حزب جوانان ۴۰ تحت رهبری گریس موگابه همسر رئیس‌جمهور موگابه به مخالفت برخاست. پس از اینکه اوباما در ماه نوامبر سال ۲۰۱۷ در مقام خود ابقا شد، به دلیل مخالفت علیه دولت، به آفریقای جنوبی فرار کرد.

## بعد از کودتا
در غروب سه شنبه ۱۴ نوامبر ۲۰۱۷ ژنرال کنستانتینو کیوانگا، متحد و رئیس قوای مسلح زیمبابوه، کودتای خود را علیه دولت موگابه از طریق مقامات ارشد حزب زانو - پی اف «ZANU-PF» اعمال کرد. در این اقدام چند واحد نظامی همراه با تعدادی تانک در نقاطی از هراره پایتخت زیمبابوه مستقر شدند. ارتش زیمبابوه صبح روز چهارشنبه ۱۵ نوامبر ۲۰۱۷ اعلام کرد قدرت را از رابرت موگابه، رئیس‌جمهوری ۹۳ ساله آن کشور گرفته‌است. بدنبال این کودتا منانگاگوا به عنوان جانشینی موگابه در نظر گرفته شد.

## سوگند ریاست جمهوری

### سوگند
امِرسون منانگاگوا روز جمعه ۲۴ نوامبر ۲۰۱۷ طی یک مراسم رسمی در هراره، بعنوان ریاست جمهوری سوگند یاد کرد. این مراسم بدنبال کناره‌گیری موگابه پس از ۳۷ سال در حضور هزاران شهروند زیمبابوه برگزارشد.
منانگاگوا هنگام ادای سوگند گفت: «من به عنوان رئیس‌جمهور زیمبابوه قسم یاد می‌کنم که به کشورم وفادار بوده و مطیع قانون اساسی باشم. من از مردم کشورم حمایت کرده و از حقوق آنان دفاع خواهم کرد.»
به گزارش رویترز، امرسون منانگاگوا وعده داد که از حقوق ۱۶ میلیون شهروند زیمبابوه دفاع خواهد نمود و خواهان ایجاد شرایط مناسب برای رشد اقتصادی است. وی افزود که زیمبابوه، کشور امنی برای سرمایه‌گذاران خارجی می‌باشد و انتخابات ریاست جمهوری زیمبابوه در سال آینده برگزار خواهد شد.

### تمجید از موگابه
به گزارش سی‌ان‌ان، منانگاگوا از نقش رابرت موگابه در جنگ استقلال زیمبابوه تمجید نمود و اظهار داشت موگابه همانند «پدر» وی بوده‌است.

### واکنش‌ها
- جاکوب مودندا، رئیس مجلس زیمبابوه گفت: «از قبل قرار شده بود در صورت استعفا یا استیضاح موگابه، رفیق امرسون منانگاگوا به جای او رئیس‌جمهوری شود. این کار بر اساس بخش چهارم از متمم بیستم قانون اساسی انجام شده، و ترتیبات مربوط به ادای سوگند توسط او در حال انجام است.»
- وزارت خارجه آمریکا گفت: «واشینگتن طبیعتاً از بازگشت زیمبابوه به مجموعه کشورهای دموکراتیک استقبال می‌کند.»
- جنیفر کوک، رئیس مطالعات آفریقا گفت: «او (موگابه) کشوری را تحویل گرفت که اقتصاد بالنسبه خوبی داشت، و نظام آموزشی و بهداشتی واقعاً نمونه بود. اما موگابه هنگام استعفایش کشوری را بر جا گذاشته که نه تنها در حال توسعه نیست، بلکه کاملاً عقب افتاده‌است!»[۱۵]

## انفجار در محل سخنرانی
روز شنبه ۲۳ ژوئن ۲۰۱۸ در پایان سخنرانی رئیس‌جمهور زیمبابوه، امرسون منانگاگوا، در ورزشگاه شهر بولاوایو دومین شهر زیمبابوه و در گردهمایی هواداران وی، هنگام خروج وی از صحنه بمبی منفجر شد که باعث زخمی شدن تعدادی از جمله معاون امرسون منانگاگوا از ناحیه پا شده‌است ولی به وی هیچ آسیبی نرسیده‌است.
شهر بولاوایو اصلی‌ترین شهر مخالفان حزب حاکم «زانو-پی اف» می‌باشد.

## لقب سیاسی
امرسون، منانگاگوا نامیده می‌شود که در زبان شونا به معنی «تمساح» است. او این اسم را برای گروه سیاسی انعطاف پذیرش بنیاد گذاشت و جناح او در حزب زانو - پی اف «ZANU-PF» با نام مستعار لاکسته «Lacoste» شناخته می‌شود که به شکل تمساحی است که لوگوی روی پوشاک یک شرکت فرانسوی است.